# Metropolia del Litorale

Mappa del territorio del Litorale.

La metropolia del Litorale (in russo Приморская митрополия?) è una delle province ecclesiastiche che costituiscono la Chiesa ortodossa russa.
Istituita dal Santo Sinodo il 6 ottobre 2011, comprende l'intero territorio del Litorale nel circondario federale dell'Estremo Oriente.
È costituita da 3 eparchie:
- Eparchia di Vladivostok
- Eparchia di Arsen'ev
- Eparchia di Nachodka

Sede della metropolia è la città di Vladivostok, il cui vescovo ha il titolo di "Metropolita di Vladivostok e del Litorale".